# Eduard Deisenhofer
Eduard Deisenhofer (27. června 1909 – 31. ledna 1945) byl německý důstojník a velitel Waffen-SS v hodnosti SS-Oberführer, který sloužil s několika divizemi jak na východní, tak na západní frontě.
Byl vzdělaným důstojníkem SS, kteří zároveň sloužil v SD. Mimo jiné byl držitelem mnoha vojenských vyznamenání včetně Rytířského kříže železného kříže nebo Německého kříže ve zlatě.

## Mládí a předválečná kariéra
Eduard Deisenhofer se narodil ve městě Freising v Bavorsku do rodiny ze střední vrstvy. Již na základní škole exceloval mezi ostatními žáky a proto hned po dokončení začal studovat ekonomii a politické vědy, o které se zajímal. Během jeho studia na univerzitě se dostal do kontaktu s nacistickou stranou a brzy na to požádal o vstup do jednotek SA Po několika měsících se Deisenhofer rozhodnl přestoupit k jednotkám SS. Jeho služba zde začala 1. října 1930.
SS-Brigadeführer Gottfried Klingemann ho popsal jako čistě myslícího a správného muže s energickým a houževnatým charakterem.
Stejně tak SS-Brigadeführer Heinz Harmel charakterizoval Deisenhofera jako pracovitého a velice kvalifikovaného vojáka.
Deisenhofer během své kariéry zastával mnoho funkcí, včetně služby v pluku Leibstandarte SS Adolf Hitler v roce 1934 a v roce 1935 slouží i v koncentračním táboře Dachau. Zde také dosáhl hodnosti SS-Hauptsturmführer (kapitán).
Dne 30. ledna roku 1936 se oženil s Edeltraut Holzapfel, s kterou měl tři dcery, z nichž jedna byla zabita během bombového náletu v květnu roku 1943.
V roce 1936 byl převelen do SS-Wachtruppe Oberbayern a během následujících dvou let slouží u jednotek Totenkopfverbände SS Verbande Sachsen a SS Standarte Thuringen.

## Počátky válečného tažení
Během vypuknutí války byl převelen zpět do SS-Wachtruppe Oberbayern, která byla rozšířena na pluk SS Totenkopf. SS-Wachtruppe Oberbayern je také spojována s policejními a ochrannými opatřeními během Invaze do Polska. Po skončení polského tažení byla SS-Wachtruppe Oberbayern převelena do nově zformované SS Division Totenkopf. Deisenhofer, už SS-Sturmabannführer (Major) byl jmenován velitelem 2. praporu SS-Totenkopf-Infanterie-Regiment 1. Tuto jednotku vedl i během tažení ve Francii, kdy obdržel Železný kříž za statečnost v boji.
V květnu téhož roku mu byly dány na starost nově zformované jednotky belgických a holandských dobrovolníků SS-Freiwilligen-Standarte Nordwest a poté je převelen SS-Ersatz-Bataillon Ost, která působí jako záložní a výcvikový prapor v Berlíně. V srpnu roku 1941 byl Deisenhofer převelen ke I./SS-Infanterie-Regiment 9 Germania, jednomu z pěchotních pluků SS Divize Wiking právě sloužící na východní frontě. Deisenhofer velel praporu během zimy, než byl v únoru roku 1942 poslán zpět k divizi Totenkopf.
Divize Totenkopf byla připojena ke skupině armád Sever postupujícím na Leningrad pod velením polního maršála Wilhelma von Leeb. Divize se zúčastnila bojů poblíž města Demjansk a během bitvy byla zcela obklíčena. Podle výpovědi očitých svědků však Deisenhofer vedl své může dobře, počínal si hrdinsky a prokazoval velkou odvahu pod palbou.
Když byl jeho silně oslabený prapor začleněn do větší bojové skupiny (Kampfgruppe), bylo Deisenhoferovi předáno velení skupiny, s kterou úspěšně prorazil z obklíčení.
Dne 20. dubna roku 1942 byl povýšen do hodnosti SS-Obersturmbannführer (podplukovník) a 17. května vyznamenán rytířským křížem za akce v Demjanské kapse. Zbytky vysílené a oslabené divize Totenkopf byly staženy do Francie k doplnění stavů a Deisenhofer odvelen zpět do Berlína, kde mu byla udělena nová funkce.

## Povinnosti ve výcviku
Poprvé byl Deisenhofer jmenován velitelem záložního SS motopraporu, který vedl od chvíle, kdy byl převelen do SS-Junkerschule v Bad Tölz v Bavorsku.
Zde byl dosazen do funkce velitele výcvikové skupiny a musel přejíždět mezi několika odlišnými výcvikovými stanovišti, včetně výcvikového střediska pro obrněné jednotky, výcvikové školy pro lehkou pěchotu a výcvikového zařízení pancéřových jednotek ve městě Wünsdorf.
Na konci dubna roku 1943 byl převelen opět zpět do Berlína, kde působil jako výcvikový důstojník pro pěchotu SS a horské jednotky v oddělení inspekce, která byla částí SS. V listopadu roku 1943 byl poslán k 11. sboru jako výcvikový důstojník.

## Divizní velitel
Na počátku března roku 1944 byl Deisenhofer osvobozen od povinností ve výcvikové škole v Bad Tölzu a poslán zpět do bojové akce, tentokrát ke SS-Panzergrenadier-Regiment 21 ze 10. SS Panzer Division „Frundsberg“.
Deisenhofer velel pluku SS-Panzergrenadier-Regiment 21, při úspěšném pokusu divize Frundsberg a 9. SS-Panzer Division „Hohenstaufen“ o proražení obklíčené 1. Panzerarmee, které velel generálplukovník Hans-Valentin Hube v kapse u Kamence Podolského. V této souvislosti byl povýšen do hodnosti SS-Standartenführer (plukovník).
Divize Frundsberg se však měla zapojit do bitvy o Normandii a pokusit se zastavit postup 21. skupiny armád, která právě postupovala pod velením britského polního maršála Bernarda Law Montgomeryho na město Caen. Deisenhofer poté velel svému pluku v těžkých bojích, včetně bitvy u kóty 112 a i během operace Epsom.
Zhruba v polovině července byl Deisenhofer odvelen zpět na východ, aby opět převzal velení 5. SS-Panzer Division „Wiking“, která zrovna bojuje poblíž vesnice Modlin nedaleko Varšavy v Polsku.
V prostředku srpna byl Deisenhofer odvelen opět zpět do Berlína, kde čekal, až mu bude přidělena nová funkce. Na konci měsíce převzal velení 17. SS-Panzergrenadier Division „Götz von Berlichingen“, která těžce bojovala v Sársku. Deisenhofer odrazil útoky amerických jednotek na řece Mosela a následně se stáhl k Metám v severovýchodní Francii. Na konci září byl Deisenhofer zraněn v boji a odvelen do Berlína k odpočinku a zotavení.
31. prosince roku 1944 byl pověřen sestavením bojové skupiny (Kampfgruppe) z branců SS-Truppenubungsplatz k obraně Bad Saarow. Následně na to byl 1. ledna 1945 povýšen do hodnosti SS-Oberführer (starší plukovník).
Ke konci ledna roku 1945 byl Deisenhofer odvelen do Pomořanska poblíž města Arnswalde, aby převzal velení 15. Waffen-Grenadier Division der SS (lettische Nr. 1) a nahradil předchozího velitele SS-Brigadeführera Herberta von Obwurzer, který byl zajat v boji. Avšak k divizi již nedorazil, jeho štábní vozidlo bylo zasaženo dělostřeleckým útokem. Eduard Deisenhofer, jeho pobočník a jeho řidič byli zabiti.

## Shrnutí vojenské kariéry

### Data povýšení
- SS-Scharführer – 8. července, 1932
- SS-Truppführer – 17. května, 1933
- SS-Obertruppführer – 21. srpna, 1933
- SS-Sturmführer – 8. listopadu, 1933
- SS-Obersturmführer – 20. dubna, 1934
- SS-Hauptsturmführer – 15. září, 1935
- SS-Sturmbannführer – 2. října, 1938
- SS-Obersturmbannführer – 20. dubna, 1942
- SS-Standartenführer – 20. dubna, 1944
- SS-Oberführer — 1. ledna, 1945

### Významná vyznamenání
- Rytířský kříž železného kříže (988. držitel) – 8. květen, 1942
- Německý kříž ve zlatě – 29. duben, 1942
- Železný kříž I. třídy – 26. červen, 1940
- Železný kříž II. třídy – 26. červen, 1940
- Spona za boj zblízka v bronzu
- Finský řád kříže svobody III. třídy s meči – 19. prosinec, 1941
- Medaile za východní frontu – 21. červenec, 1942
- Útočný odznak pěchoty ve stříbře
- Odznak za zranění ve stříbře
- Odznak za zranění v černém – 20. červen, 1940
- Medaile za Anschluss
- Sudetská pamětní medaile
- Děmjanský štít
- Říšský sportovní odznak ve stříbře
- Totenkopfring
- Čestná dýka Reichsführera-SS